# Велика синагога (Белз)
Синагога міста Белз була зруйнована під час Другої світової війни, у 1942. Підірвана нацистами, руїни розібрані в 1950-х. Після війни не відновлена. В Єрусалимі зведена її копія.
Зараз синагога Белзьких хасидів (збільшена копія) — одна з найбільших в Єрусалимі.
Побудована за ініціативою Шалома Рокаха в 1843.